# James Angus Gillan
James Angus Gillan (ur. 11 października 1885 w Aberdeen, zm. 23 kwietnia 1981 w Leigh) – brytyjski wioślarz i dyplomata, dwukrotny medalista olimpijski.
Kształcił się w Edinburgh Academy i Magdalen College Uniwersytetu Oksfordzkiego. Dwukrotnie brał udział w The Boat Race: w 1907 (porażka) i 1909 (zwycięstwo).
Wystąpił na igrzyskach olimpijskich w Londynie w 1908 roku, gdzie brytyjska osada Magdalen w składzie: Collier Cudmore, James Angus Gillan, Duncan Mackinnon i John Somers-Smith zdobyła złoty medal w czwórkach bez sternika. Na rozgrywanych cztery lata później igrzyskach olimpijskich w Sztokholmie wywalczył kolejny złoty medal, tym razem w ósemkach.
W 1909 roku dołączył do Sudan Political Service, organu administrującego w Sudanie Anglo-Egipskim. Odznaczony Orderem Imperium Brytyjskiego i Orderem św. Michała i św. Jerzego. W latach 1949-1951 reprezentował British Council w Australii, a w latach 1955-1962 był prezesem Royal Over-Seas League.
Był ponadto członkiem komitetu organizacyjnego Letnich Igrzysk Olimpijskich 1948 w Londynie.